# Варводич, Миро
Ми́ро Ва́рводич (хорв. Miro Varvodić; 15 мая 1989, Сплит, СФРЮ) — хорватский футболист, вратарь клуба «Штутгартер Кикерс».

## Карьера
Сын бывшей звезды «Хайдука» Зорана Варводича, начал как вратарь в молодёжной команде клуба из Сплита, хотя сначала его желанием было играть на позиции защитника. Его талант очень быстро увидели, и уже в 17 лет Миро стал третьим вратарём основной команды «Хайдука».
Варводич получил шанс во время подготовки к сезону 2006/07, но в чемпионате не дебютировал. Первую половину сезона 2007/08 провёл на правах аренды в «Мосоре», где показал себя в наилучшем свете, и был возвращён в «Хайдук». Дебютировал в 2008 году в домашнем матче с «Риекой», который завершился со счётом 1:1.
В следующем сезоне тренер Горан Вучевич не взял его на предсезонную подготовку, и после успешного просмотра в «Кёльне» Варводич отправился в Германию.